# Districtul Cuxhaven
Districtul Cuxhaven este un district rural  (în germană Landkreis) în landul Saxonia Inferioară, Germania. 
1. 1 2 3  GeoNames